# 130a Brigada Mixta (Exèrcit Popular de la República)
La 130a Brigada Mixta va ser una Brigada Mixta de l'Exèrcit Popular Republicà formada en defensa de la Segona República Espanyola durant la Guerra civil espanyola.
La Brigada es forma el 28 d'abril de 1937, sobre la base de l'anterior Agrupació de Muntanya dels Pirineus, quedant constituïda pels batallons següents: Batalló Alto Aragón (batalló 517è), Batalló Cinco Villas (batalló 518è), Batalló FETE-UGT (Batalló 519è) i Batalló Izquierda Republicana (batalló 520è). Inicialment la Brigada és adscrita a l'Agrupació de Muntanya de l'Exèrcit de l'Est, integrant-se posteriorment en la 43a Divisió.

## Historial d'operacions

### Front d'Aragó
La 130a Brigada va estar sempre al front d'Osca i al front d'Aragó, participant en els diversos combats sostinguts en la zona, incloent operacions de diversió en suport de l'esforç principal durant l'Ofensiva de Saragossa i diversos assalts en les zones de muntanya de la província d'Osca, així com en diverses ofensives locals en direcció a Saragossa. Al juny de 1937, la Brigada participa en els combats de l'ofensiva republicana cap a Osca, que se salda amb el fracàs d'aquesta. El 12 de desembre de 1937 la Brigada participa en un assalt en la zona de la Guarguera, en el qual s'aconsegueixen modestos avanços.
Al març de 1938, quan té lloc l'ofensiva militar dels revoltats en el front d'Aragó, la Campanya d'Aragó, la Brigada, i amb ella tota la 43a Divisió, sosté les seves posicions, però l'enfonsament de les unitats que protegeixen el seu flanc sud l'obliga a retirar-se cap a Bielsa, i acaba encerclada per l'enemic, sense connexió amb les línies republicanes, amb el que protagonitza la trucada batalla de la bossa de Bielsa en l'estiu de 1938, tenint només a la seva esquena la frontera francesa.
Acabada la batalla, i passada a França gairebé tota la població civil pel port de Cotefablo o Port Vell de Bielsa, la Brigada, juntament amb tota la Divisió de la qual forma part, passa a França el 18 de juny, per a immediatament reincorporar-se els seus soldats a l'Exèrcit popular.

### Batalla de l'Ebre
El juliol del 1938, la Brigada és reorganitzada a temps per a ser enviada, juntament amb tota la Divisió, en la batalla de l'Ebre. El 25 d'agost, la Brigada passa el riu Ebre, i és desplegada en la serra de Cavalls. No obstant això, el 30 d'agost es troba amb que la seva posició és el centre de l'atac enemic, suportant un fort bombardeig, seguit d'un assalt, amb el resultat que aquest dia el 70% de la Brigada és baixa, entre ells el cap de la Brigada i tres dels quatre caps de batalló.

### Campanya de Catalunya
Malgrat la gravetat de les baixes, la Brigada segueix desplegada protegint l'Ebre al sector d'Almatret i Riba-roja d'Ebre, fins que de nou sofreix l'envestida dels voluntaris italians del CTV a l'inici de la campanya de Catalunya, i es va veure obligada a retirar-se cap a Reus, on arriba el 14 de gener de 1939, replegant-se posteriorment a Tarragona i, seguint per la carretera de la costa, Barcelona, on intenta de nou frenar l'avanç enemic.
Completament desorganitzada, la unitat continua avançant per la línia costanera, passant a França per Portbou el 9 de febrer amb la resta de les unitats republicanes i diverses desenes de milers de refugiats civils.

## Comandaments

### Comandants
- comandant Mariano Bueno Ferrer (28 d'abril de 1937)
- comandant Leopoldo Ramírez Jiménez (octubre de 1937)
- comandant Dionisio Lacasa Abadia
- major de milícies Tolosa (juliol de 1938 fins a la seva mort)

### Comissaris polítics
- Julián Borderas Pallaruelo (el 28 d'abril de 1937, passa a ser comissari del X Cos d'Exèrcit)
- Lorenzo Berdala Pardo (octubre de 1937)

## Batalles i operacions en què participa
- Ofensiva d'Osca
- Ofensiva de Saragossa
- Bossa de Bielsa
- Batalla de l'Ebre
- Campanya de Catalunya